# Township (Sudáfrica)

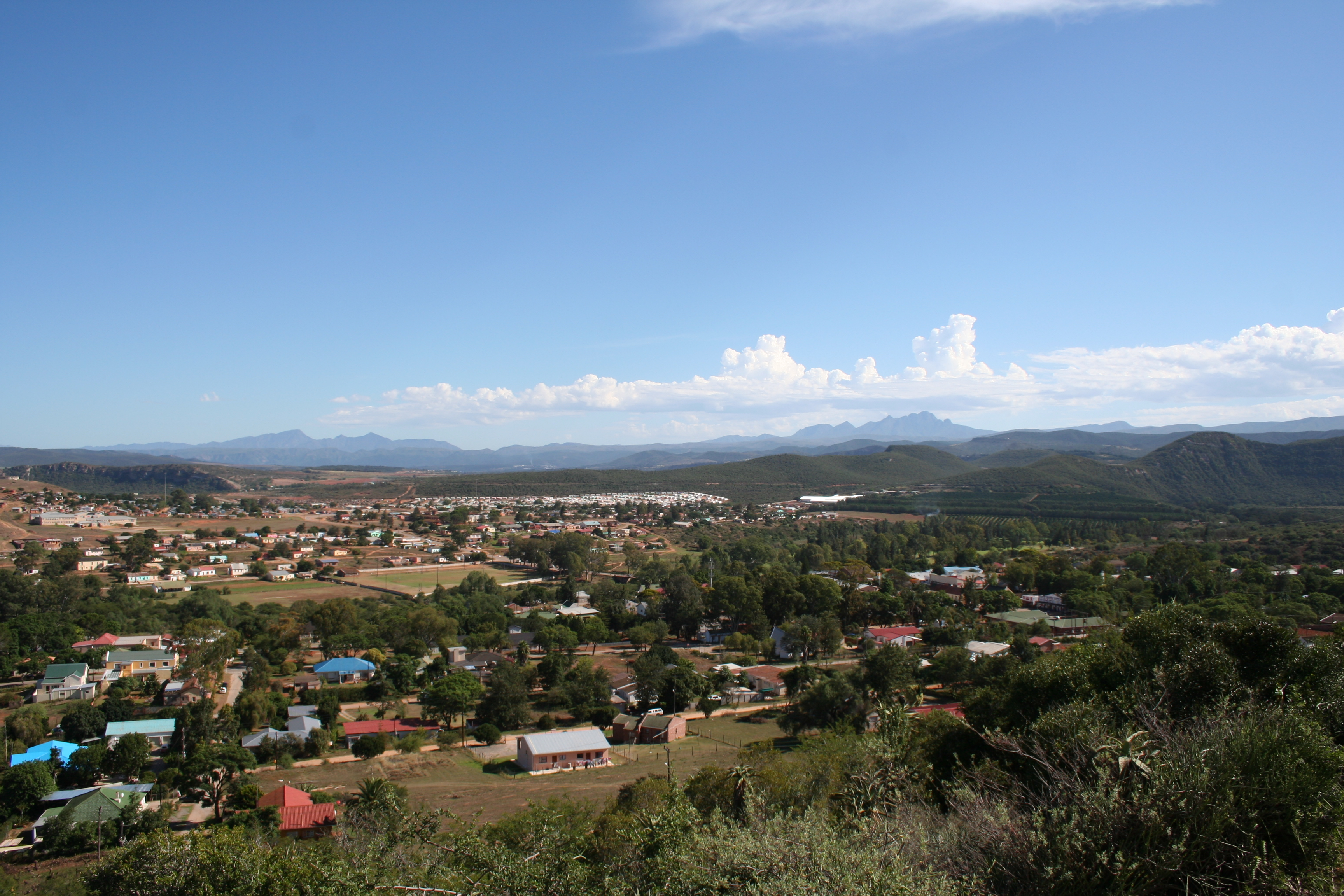
El pueblo de Hankey en primer plano, junto con un township, en el plano posterior, en los límites de la ciudad.

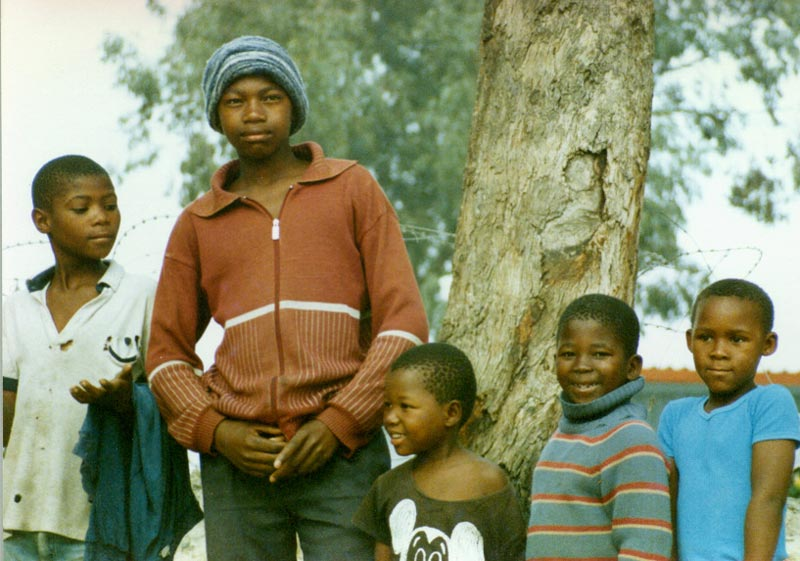
Niños en un township cerca de Ciudad del Cabo en 1989.

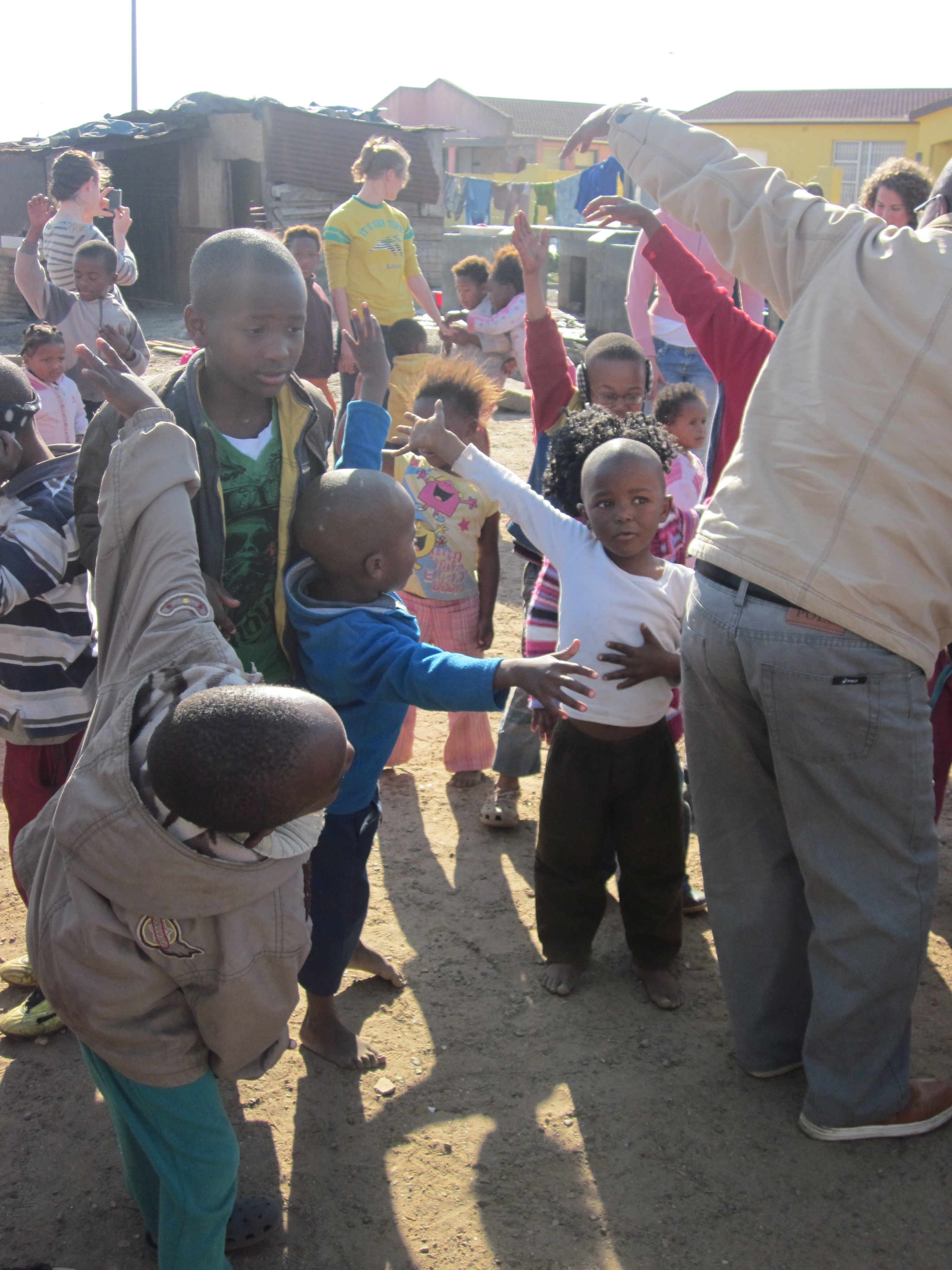
Niños en un township cerca de Ciudad del Cabo.

En Sudáfrica, los términos township y location usualmente se utilizan para referirse a áreas urbanas subdesarrolladas, desde finales del siglo XIX hasta el fin del apartheid, poblados por gente no blanca, como indios, africanos negros y coloureds. Los townships eran frecuentemente construidas en las periferias de los pueblos y ciudades. El término township también es una denominación dentro del sistema legal de títulos de propiedad, el cual no tiene connotaciones raciales.

## Historia
Durante la primera mitad del siglo XX, una gran mayoría de la población negra vivía en grandes áreas urbanas en hosteles o lugares proveídos por sus empleadores y era mayoritariamente hombres solteros. En el período durante y posterior a la Segunda Guerra Mundial las áreas urbanas de Sudáfrica experimentaron un rápido período de urbanización cuando la Colour Bar Act fue anunciada debido a la guerra. Ni los empleadores ni el gobierno construyeron nuevos lugares para la creciente población. Esto llevó a superpoblación, pobres condiciones de vida y la falta de oportunidades llevaron a un incremento de los niveles de criminalidad. Las altas rentas y la sobrepoblación llevaron a la toma de tierra y creación de precarios asentamientos, los cuales fueron largamente ignorados por el gobierno.
Para 1950 una parte sustancial de la población negra urbana vivía en townships. En 1950 más de 100,000 personas vivían en los townships del área Witwatersrand, 50,000 personas en Cato Manor en Durban, y un estimado de 150,000 negros y coloured personas viviendo en un township de Ciudad del Cabo.
Las condiciones de vida en las chozas y establecimientos de los township settlements eran bajas pero mejores que otras opciones que existían más baratas como hosteles baratos y otras sin regulación de la policía sudafricana durante el apartheid.

### Apartheid
Durante la era del apartheid, la población de origen negro era desplazada de aquellas áreas designadas para "solo blancos" y forzados a mudarse a segregados townships. Tres townships separados fueron creados para cada una de las divisiones de razas no blancas -negros, Coloureds e indios- por medio de la Population Registration Act, 1950. Le legislación permitió al gobierno del apartheid la separación a través de la Group Areas Act.
Los townships para no blancos también fueron llamados locations o lokasies en afrikáans, y con frecuencia son utilizados esos nombres en los pequeños pueblos. El término del slang «kasie», una versión acortada de la popular palabra «lokasie» es también usada. Los townships también poseen asentamientos informales cerca.

### Post-apartheid
La mayoría de los pueblos y ciudades sudafricanas tienen al menos un township vinculado. Algunos townships han experimentado un rápido crecimiento desde 1994 con, por consiguiente, el crecimiento de áreas ricas y de clase media que florecieron cerca de Soweto y Chatsworth. A pesar de sus orígenes vinculados al apartheid, actualmente los términos township, location e informal settlement no tienen uso despectivo. Sin embargo en el uso político, desde la década de 1950, frecuentemente se utiliza el término slums de forma más peyorativa.